# Léa Bouard
Léa Bouard (Weinheim, 7 giugno 1996) è una sciatrice freestyle tedesca, specialista nelle gobbe.

## Biografia
Nel 2018 ha preso parte ai XXIII Giochi olimpici invernali a Pyeongchang venendo eliminata in qualificazione e classificandosi venticinquesima nella gara di gobbe.

## Palmarès

### Coppa del Mondo
- Miglior piazzamento in classifica generale: 29ª nel 2017.

### Universiadi
- 2 medaglie:
  - 1 oro (gobbe in parallelo a Krasnojarsk 2019);
  - 1 argento (gobbe a Krasnojarsk 2019).

### Mondiali juniores
- 3 medaglie:
  - 1 argento (gobbe in parallelo ad Are 2016);
  - 1 bronzo (gobbe in parallelo a Chiesa in Valmalenco 2015 e gobbe ad Are 2016).